# 穗花韭属
穗花韭属（学名：Milula）是百合科下的一个属，为多年生草本植物。该属仅有穗花韭（Milula spicata）一种，分布于尼泊尔、印度东北部及中国西藏南部。